# Tempête de neige de février 2009 sur les îles Britanniques
La tempête de neige de 2009 touche plusieurs régions du Royaume-Uni et d'Irlande entre le 1er et le 10 février 2009, entraînant de fait une paralysie de nombreuses infrastructures dans les pays concernés. Avec des concentrations de neige atteignant presque 25 centimètres dans certains comtés du sud-est de l'Angleterre et près de 15 centimètres à Londres durant les premiers jours, il s'agit pour le Met Office des plus importantes chutes de neige enregistrées depuis 18 ans. 

Au matin du 6 février, la quasi-totalité du territoire est concernée par les intempéries, le manteau neigeux atteignant localement 55 centimètres.

## Déroulement des intempéries
Dans la nuit du 1er au 2 février, une partie de la Grande-Bretagne est victime de violentes chutes de neige, lesquelles paralysent plusieurs axes routiers dans le nord de l'Angleterre. Dans le comté de Durham, près de 200 automobilistes doivent être secourus. Parallèlement, des vents violents touchent le littoral de la mer d'Irlande. Le capitaine d'un cargo, blessé dans les intempéries, doit être hélitreuillé vers le centre hospitalier de Cork. Dans le même temps, près de 8000 foyers sont privés d'électricité. 
Le 3 février, de nouvelles précipitations neigeuses touchent le sud de l'Angleterre. À Londres, la circulation des transports en commun est fortement perturbée, tandis que le trafic aérien à l'aéroport de Heathrow est interrompu. Dans les campagnes, plusieurs routes sont rendues impraticables.
De ce fait, près de 4500 écoles ferment leurs portes dans l'ensemble du Royaume-Uni, dont la totalité des établissements scolaires du Yorkshire de l'Ouest et 197 écoles du district de Bradford. Au pays de Galles, 500 établissements scolaires sont dans la même situation. Ces décisions causent  un début de polémique lorsque parents se plaignent d' « informations contradictoires » de la part des autorités. Dans la plupart des cas, les établissements scolaires rouvrent leurs portes dès le 4 février.
Une nouvelle offensive neigeuse touche le pays entre le 5 et le 6 février, causant de nouvelles perturbations. Le trafic aérien est fortement perturbé dans les aéroports de Birmingham, de East Midlands et de Luton, tandis que la circulation reste difficile sur plusieurs axes routiers. 

À Dublin, la présence de plaques de verglas sur les pistes contraint les autorités aéroportuaires à annuler plus de 170 vols.
Trois personnes décèdent des suites de cette vague d'intempérie, tandis que plusieurs dizaines d'autres sont blessées à des degrés divers.